# U-Bahn-Station Stadtpark
Die Station Stadtpark ist ein U-Bahnhof der Linie U4 der Wiener U-Bahn im 3. Wiener Gemeindebezirk, Landstraße. Es handelt sich dabei um eines der wenigen nahezu im Originalzustand erhaltenen Otto-Wagner-Bauwerke auf der U4. Die im Einschnitt gelegene, nach oben offene Station mit zwei Seitenbahnsteigen liegt parallel zum Wienfluss. Ausgänge führen einerseits mittels fester Stiege durch ein Aufnahmsgebäude in die Johannesgasse und andererseits per fester Stiege und Aufzug direkt in den im 3. Bezirk gelegenen Teil des Stadtparks. Das Stationsgebäude bildet mit dem von Friedrich Ohmann, einem Gegenspieler Wagners, entworfenen Portal des Wienflusses ein städtebauliches Ensemble. In unmittelbarer Umgebung der Station befinden sich außerdem der Kursalon Hübner und der Wiener Eislauf-Verein sowie das große Hotel Intercontinental Wien. 

## Geschichte
Die von Otto Wagner gestaltete und im Auftrag der Commission für Verkehrsanlagen in Wien errichtete Station, in der Planungs- und Bauphase noch als "Tegetthoffbrücke" bezeichnet, wurde im Dezember 1897 baulich fertiggestellt. Sie ging schließlich am 30. Juni 1899 als Teil der Unteren Wientallinie der Wiener Dampfstadtbahn in Betrieb, die vom Bahnhof Meidling-Hauptstraße aus zum Bahnhof Hauptzollamt, heute Bahnhof Wien Mitte, führte. Am 8. Dezember 1918 wurde sie wegen des nach dem Ersten Weltkrieg herrschenden Kohlenmangels geschlossen und am 7. September 1925 als Teil der neuen Wiener Elektrischen Stadtbahn wiedereröffnet. Seit 1934 ist die Station denkmalgeschützt.
In den Jahren 1977 und 1978 erfolgte die Adaptierung für den U-Bahn-Betrieb. Dabei wurden die Bahnsteige um 45 Zentimeter angehoben, bei gleichzeitiger Absenkung des Gleises um 15 Zentimeter, was eine entsprechende Verschiebung der Wandfriese und Bahnsteigdächer erforderte. Die Züge der Linie U4 bedienten die Station Stadtpark zum ersten Mal am 15. August 1978. Der Ausgang zum Stadtpark entstand erst später.
Die Generalsanierung der Station begann am 30. November 2015, dabei kam es teilweise zu Sperren der Bahnsteige. Nach Abschluss der Arbeiten an den Bahnsteigen erfolgte am 30. Jänner 2017 die Wiedereröffnung der Station.

## Galerie

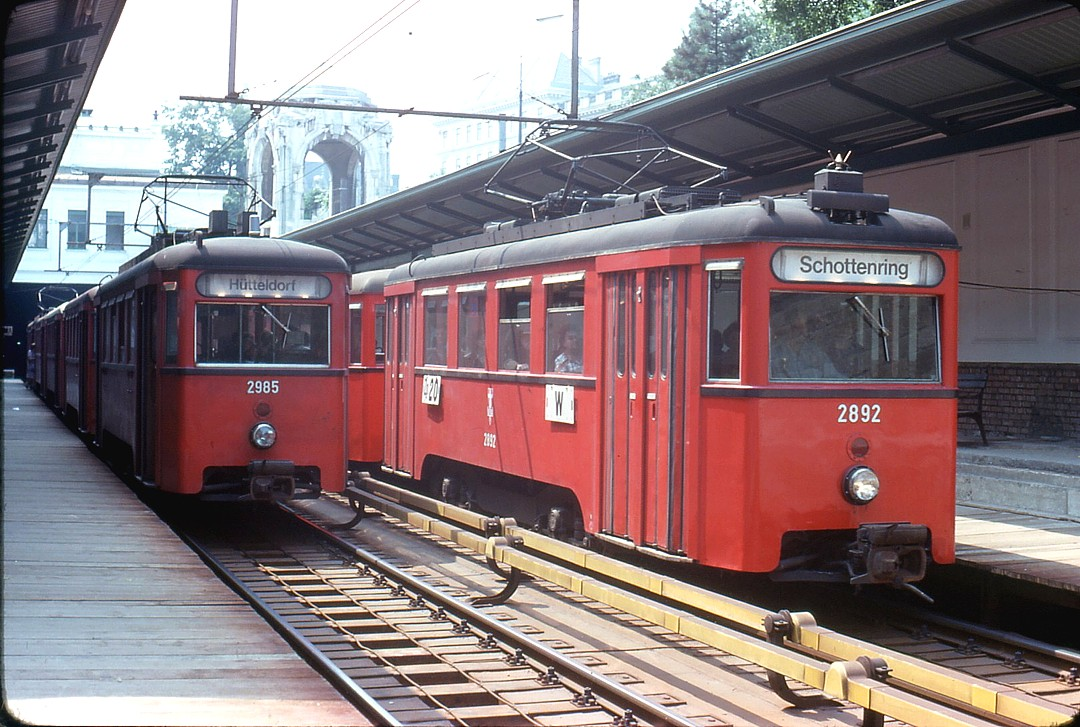
Stadtbahnbetrieb mit N1/n2-Zügen während der Umbauphase (Juli 1978)
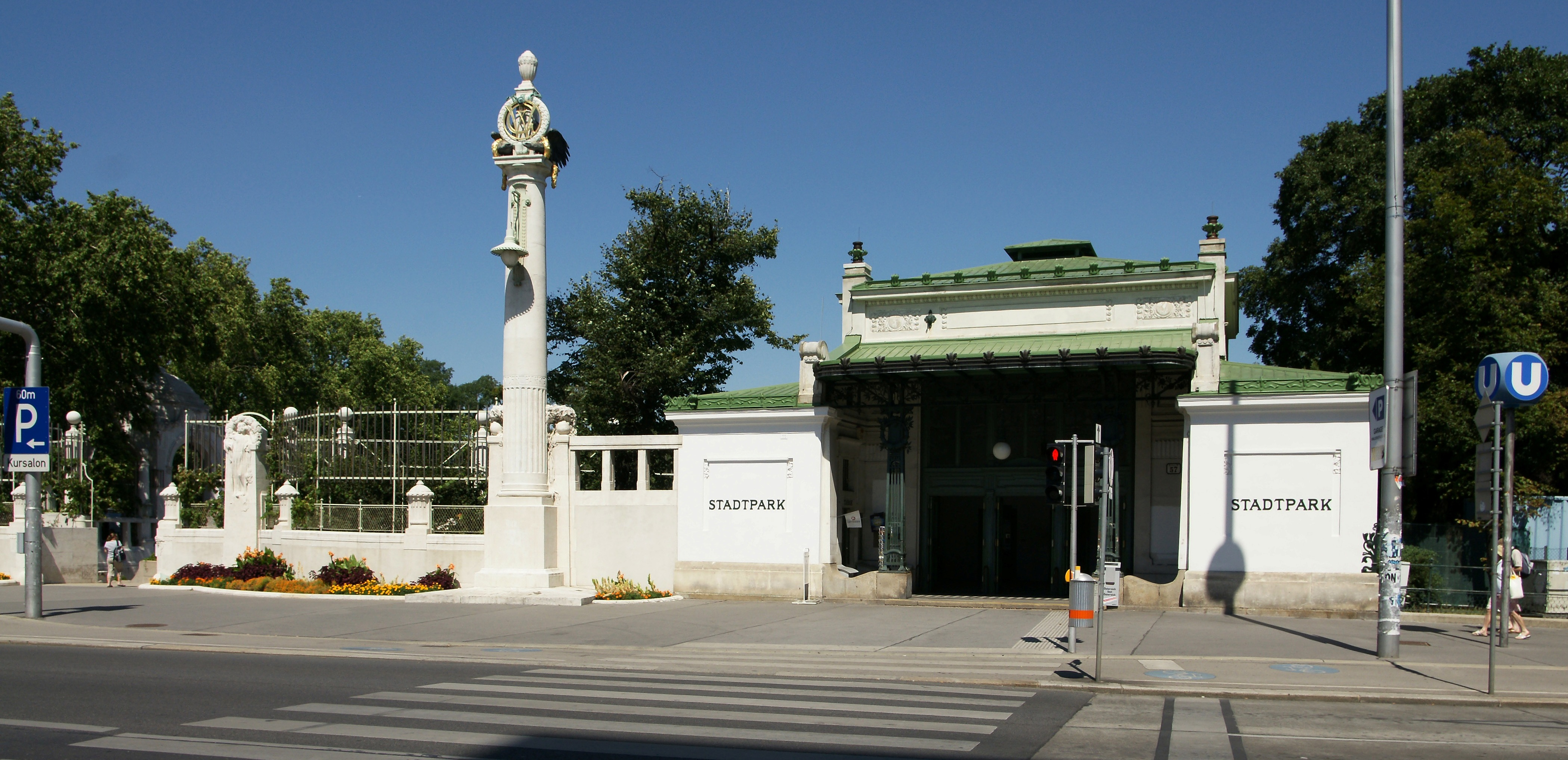
Aufnahmsgebäude in der Johannesgasse mit dem Wienfluss-Portal links
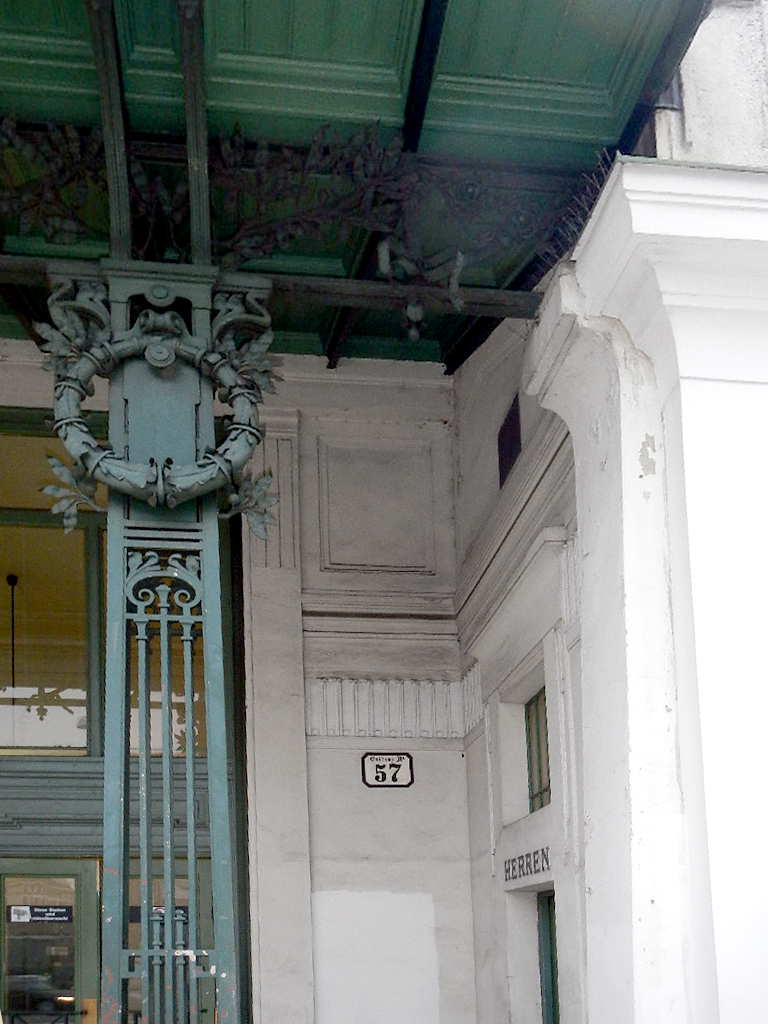
Dekordetail mit einer Konskriptionsnummer im Hintergrund